# Championnats du monde de trampoline 2010
Navigation
Édition précédente Édition suivante
Les 27e Championnats du monde de trampoline, tumbling et double mini-trampoline ont eu lieu à Metz en France du 8 au 19 novembre 2010.

## Podiums
| Épreuves                        | Or                                            | Argent                                        | Bronze                                             |
| ------------------------------- | --------------------------------------------- | --------------------------------------------- | -------------------------------------------------- |
| Hommes                          |                                               |                                               |                                                    |
| Individuel résultats détaillés  | Dong Dong (CHN)                               | Ye Shuai (CHN)                                | Yasuhiro Ueyama (JPN)                              |
| Synchro résultats détaillés     | Tu Xiao (CHN) Dong Dong (CHN)                 | Sébastien Martiny (FRA) Grégoire Pennes (FRA) | Tetsuya Sotomura (JPN) Masaki Ito (JPN)            |
| Tumbling résultats détaillés    | Viktor Kyforenko (UKR)                        | Yang Song (CHN)                               | Andrey Krylov (RUS)                                |
| Double Mini résultats détaillés | Andre Lico (POR)                              | Austin White (USA)                            | Evgeny Chernoivanov (RUS)                          |
| Femmes                          |                                               |                                               |                                                    |
| Individuel résultats détaillés  | Li Dan (CHN)                                  | Huang Shanshan (CHN)                          | Rosannagh MacLennan (CAN)                          |
| Synchro résultats détaillés     | Irina Karavaeva (RUS) Victoria Voronina (RUS) | Carina Baumgartner (GER) Anna Dogonadze (GER) | Tatsiana Piatrenia (BLR) Katsiaryna Mironava (BLR) |
| Tumbling résultats détaillés    | Anna Korobeynikova (RUS)                      | Elena Krasnokutskaya (RUS)                    | Marine Debauve (FRA)                               |
| Double Mini résultats détaillés | Corissa Boychuk (CAN)                         | Bianca Budler (RSA)                           | Svetlana Balandina (RUS)                           |

## Résultats détaillés

### Hommes

#### Individuel
| Rang               | Gymnaste               | Points |
| ------------------ | ---------------------- | ------ |
| Médaille d'or      | Dong Dong (CHN)        | 43.100 |
| Médaille d'argent  | Ye Shuai (CHN)         | 43.100 |
| Médaille de bronze | Yasuhiro Ueyama (JPN)  | 42.400 |
| 4                  | Nikita Fedorenko (RUS) | 41.400 |
| 5                  | Dmitri Ouchakov (RUS)  | 41.300 |
| 6                  | Grégoire Pennes (FRA)  | 41.300 |
| 7                  | Tetsuya Sotomura (JPN) | 41.300 |
| 8                  | Martin Gromowski (GER) | 9.000  |

#### Double Mini
| Rang               | Gymnaste                  | Points |
| ------------------ | ------------------------- | ------ |
| Médaille d'or      | Andre Lico (POR)          | 73.400 |
| Médaille d'argent  | Austin White (USA)        | 73.000 |
| Médaille de bronze | Evgeny Chernoivanov (RUS) | 72.700 |
| 4                  | Alexander Renkert (USA)   | 72.100 |
| 5                  | Jack Penny (AUS)          | 70.700 |
| 6                  | Alejandro Quintero (ESP)  | 69.900 |
| 7                  | Alexander Seifert (CAN)   | 68.600 |
| 8                  | Alexander Zebrov (RUS)    | 60.400 |

### Femmes

#### Tumbling
| Rang               | Gymnaste                   | Points |
| ------------------ | -------------------------- | ------ |
| Médaille d'or      | Anna Korobeynikova (RUS)   | 68.200 |
| Médaille d'argent  | Elena Krasnokutskaya (RUS) | 65.500 |
| Médaille de bronze | Marine Debauve (FRA)       | 63.400 |
| 4                  | Yuliya Hall (USA)          | 61.600 |
| 5                  | Zara McLean (GBR)          | 61.400 |
| 6                  | Kyla Phillips (RSA)        | 61.300 |
| 7                  | Karly Judkins (USA)        | 60.000 |
| 8                  | Emily Smith (CAN)          | 58.000 |

#### Synchro
| Rang               | Pays        | Gymnaste                               | Points |
| ------------------ | ----------- | -------------------------------------- | ------ |
| Médaille d'or      | Russie      | Irina Karavaeva Victoria Voronina      | 47.500 |
| Médaille d'argent  | Allemagne   | Carina Baumgartner Anna Dogonadze      | 46.800 |
| Médaille de bronze | Biélorussie | Tatsiana Piatrenia Katsiaryna Mironava | 46.800 |
| 4                  | Japon       | Mika Futagi Ayana Yamada               | 46.200 |
| 5                  | France      | Marine Jurbert Marina Murinova         | 46.000 |
| 6                  | Ouzbékistan | Ekaterina Khilko Anna Savkina          | 45.100 |
| 7                  | Royaume-Uni | Amanda Parker Bryony Page              | 43.300 |
| 8                  | Chine       | Zhong Xingping Li Dan                  | 42.500 |